# Mis-Teeq (album)
Mis-Teeq è il titolo eponimo del terzo album del gruppo musicale R&B britannico Mis-Teeq. Si tratta di un album contenente i singoli estratti dai precedenti due album e destinato ai mercati di Canada e Stati Uniti, dove le precedenti pubblicazioni non erano state diffuse. Sono presenti anche degli inediti. L'album non ha avuto successo nei mercati d'oltreoceano e l'unico buon risultato è stata la quarta posizione nella classifica "Top Heatseekers".

## Tracce
| #   | Titolo                                     | Durata |
| --- | ------------------------------------------ | ------ |
| 1.  | "Scandalous" (U.S. Radio Edit)             | 3:59   |
| 2.  | "One Night Stand" (Stargate Radio Edit)    | 3:24   |
| 3.  | "Best Friends"                             | 4:38   |
| 4.  | "Can't Get It Back" (Ignorants Radio Edit) | 3:35   |
| 5.  | "Home Tonight" (Featuring Joe)             | 3:51   |
| 6.  | "Roll On"(Blacksmith Rub)                  | 3:59   |
| 7.  | "All I Want" (Sunship Radio Edit)          | 3:27   |
| 8.  | "That's Just Not Me" (Featuring Baby Cham) | 3:52   |
| 9.  | "'How Does It Feel"                        | 3:47   |
| 10. | "B With Me"                                | 4:28   |
| 11. | "Do Me Like That"                          | 4:21   |
| 12. | "Dance Your Cares Away"                    | 3:57   |
| 13. | "Can't Get It Back" (Salaam Remi Mix)      | 4:04   |

### Classifiche
| Anno | Classifica Billboard   | Posizione raggiunta |
| ---- | ---------------------- | ------------------- |
| 2004 | Top Heatseekers        | #4                  |
| 2004 | Top R&B/Hip-Hop Albums | #81                 |
| 2004 | The Billboard 200      | #125                |